# Josu Juaristi

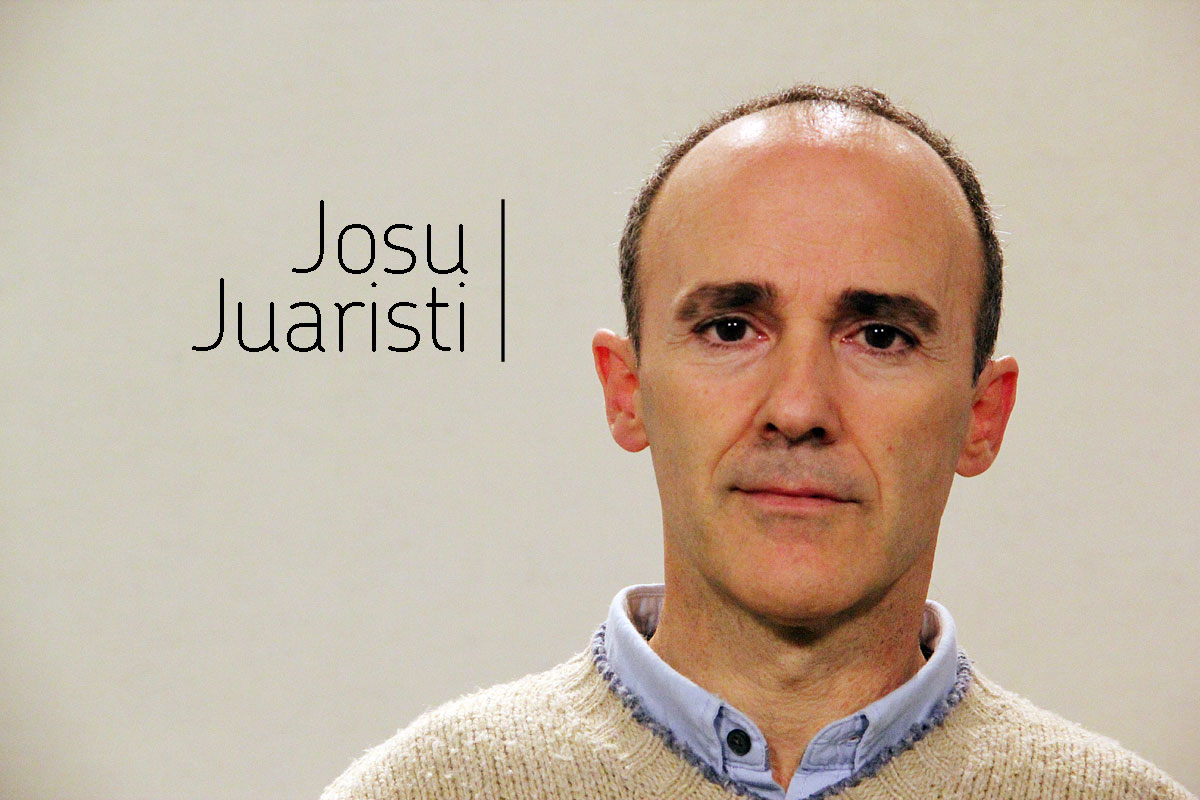
Josu Juaristi

Josu Juaristi Abaunz (* 4. März 1964 in Azkoitia) ist ein spanischer Politiker der Bildu.

## Leben
Juaristi studierte an der Universität Baskenland. Er war von 2014 bis Februar 2018 Abgeordneter im Europäischen Parlament. Dort war er Mitglied im Ausschuss für Umweltfragen, öffentliche Gesundheit und Lebensmittelsicherheit und in der Delegation für die Beziehungen zu den Vereinigten Staaten. Für ihn rückte Ana Miranda Paz nach.